# Финкель, Фёдор Вульфович
Фёдор Вульфович Финкель (лит. Fiodoras Finkelis; 29 августа 1938, Клайпеда — 5 апреля 2018, там же) — советский футболист, полузащитник, советский и литовский футбольный тренер.

## Биография
Родился в еврейской семье. В качестве игрока более 10 лет выступал за клубы первой и второй лиги и коллективы физкультуры, представлявшие Литовскую и Латвийскую ССР. На уровне мастеров выступал за «Бангу» (Каунас, первая лига), «Гранитас» (Клайпеда, вторая лига), «Звейниекс» (Лиепая, вторая лига), также числился в составе вильнюсского «Спартака».
В 1970 году начал тренерскую карьеру. В 1970-е годы тренировал «Бангу» (Гаргждай). С 1978 года до распада СССР возглавлял клайпедский «Гранитас», стал с этим клубом четырёхкратным победителем чемпионата Литовской ССР (1978, 1980, 1981, 1984) и четырёхкратным обладателем Кубка республики (1977, 1981, 1983, 1986).
С 1991 года работал с клубами независимого чемпионата Литвы — в 1991 году возглавлял «Гранитас» (объединившийся в один клуб с «Атлантасом»). В 1992 году тренировал вильнюсский «Летувос Маккаби», вскоре переименованный в «Нерис», завоевал с этим клубом Кубок Литвы 1992 года. В 1993 году возглавил «РОМАР» (Мажейкяй), с которым в сезоне 1993/94 стал чемпионом Литвы. В конце карьеры тренировал «Кареда-Сакалас» и «Атлантас». Затем до 2002 года работал детским тренером.
С учётом советского периода считается самым успешным тренером Литвы с 5 чемпионскими титулами и 5 национальными кубками.
Среди его воспитанников — Римантас Скерсис, Марюс Пошкус, Томас Жюкас, Арунас Шуйка, Саулюс Атманавичюс.

## Личная жизнь
Жена Маргарита, дочери Анжелика и Виктория.
Скончался 5 апреля 2018 года на 80-м году жизни.